# 田奈氏
田奈氏（たなし）は、桓武平氏流秩父党小山田氏の一派。
のちに相模原市の相模川沿いを本拠に勢力を張った一族。
現在残っている地名として、田名が関連地名として残る。